# Moechotypa trifasciculata
Moechotypa trifasciculata är en skalbaggsart som beskrevs av Stefan von Breuning 1936. Moechotypa trifasciculata ingår i släktet Moechotypa och familjen långhorningar. Inga underarter finns listade i Catalogue of Life.